# 2007년 10월
| 2007년: 1월 · 2월 · 3월 · 4월 · 5월 · 6월 · 7월 · 8월 · 9월 · 10월 · 11월 · 12월 |

| <          | 2007년 10월 | 2007년 10월 | 2007년 10월 | 2007년 10월 | 2007년 10월 | >          |
| 일         | 월          | 화          | 수          | 목          | 금          | 토         |
|            | 1 8.21 무진 | 2 22 기사   | 3 23 경오   | 4 24 신미   | 5 25 임신   | 6 26 계유  |
| 7 27 갑술  | 8 28 을해   | 9 29 병자   | 10 30 정축  | 11 9.1 무인 | 12 2 기묘   | 13 3 경진  |
| 14 4 신사  | 15 5 임오   | 16 6 계미   | 17 7 갑신   | 18 8 을유   | 19 9 병술   | 20 10 정해 |
| 21 11 무자 | 22 12 기축  | 23 13 경인  | 24 14 신묘  | 25 15 임진  | 26 16 계사  | 27 17 갑오 |
| 28 18 을미 | 29 19 병신  | 30 20 정유  | 31 21 무술  |             |             |            |

| 편집하기 |

## 2007년10월 31일
- 브라질이 2014년 FIFA 월드컵 개최지로 결정되었다.
- 러시아의 톨리야티에서 폭탄 테러가 발생해 8명이 죽고, 51명이 부상당했다.

## 2007년10월 29일
- 대한민국 프로야구의 SK 와이번스가 한국시리즈에서 창단 8년 만에 최초로 우승하였다.

## 2007년10월 28일
- 미국 프로야구의 보스턴 레드삭스가 월드시리즈에서 우승했다.
- 김용철 변호사가 천주교정의구현전국사제단과 함께 기자회견을 갖고, 삼성그룹이 자신의 구조조정본부 재임시절, 본인 동의 없이 차명계좌를 개설하여 50억원의 비자금을 입금해 관리해왔다는 의혹을 제기했다.

## 2007년10월 26일
- 대한민국과 조선민주주의인민공화국의 대표가 개성에서 사전 준비접촉을 갖고 남북 총리 회담을 2007년 11월 14일부터 16일까지 서울에서 개최하기로 최종 합의하였다.

## 2007년10월 25일
- 인도네시아 수마트라섬 부근 인도양에서 오전 4시(현지시간)께 모멘트 규모 7.1의 지진이 발생, 인도네시아 기상청이 쓰나미 발생 가능성을 경고하였다.
- 토켈라우 제도는 뉴질랜드로부터의 자결권을 갖는 것에 대한 찬성 여부를 묻는 국민투표에서 16표가 모자라 부결되었다.

## 2007년10월 24일
- 중화인민공화국이 중국내 최초의 달 탐사선 창어 1호 발사에 성공했다.
- 국정원 과거사건 진실규명을 통한 발전위원회는 김대중 납치사건 당시 박정희의 묵시적 승인이 있었다고 판단했다.
- 튀르키예 전투기와 무장 헬기들이 이라크-터키 국경 지대의 쿠르드반군들을 공격했다고 터키 관영 아나톨리아통신이 보도했다.
- 국립부여박물관은 부여 왕흥사지터 목탑지에서 2007년 10월 10일 발견한, 백제시대 사리 장엄구 일습을 일반에 공개했다.

## 2007년10월 23일
- STX 그룹이 세계 2위 크루즈선 조선업체인 노르웨이의 아커 야즈(AKER YARDS)의 지분 39.2%를 인수했다.

## 2007년10월 22일
- 중화인민공화국 중국 공산당은 베이징 인민대회당에서 제17기 중앙위원회 1차 전체회의(17기 1중전회)를 열고 시진핑, 리커창, 허궈창, 저우융캉 등 신임 정치국 상무위원 4명을 포함하여 총 9명의 상무위원을 선출했다.
- 미국의 캘리포니아주에서 커다란 산불이 발생했다.
- 노무현 대통령이 대국민 담화를 통해 이라크 자이툰 부대의 파병 연장 방침을 밝혔다.

## 2007년10월 21일
- 중국공산당 전국대표대회에서 중국공산당 중앙정치국 상무위원 중 쩡칭훙, 우관정, 뤄간 등 3명이 중앙위원회의 중앙위원 및 후보위원 예비 명단에서 제외되었다.

## 2007년10월 20일
- 러시아의 미하일 고르바초프 전 소비에트 연방 대통령이 사회민주주의자연합(USD)이라는 새로운 정치단체를 만들었다.

## 2007년10월 19일
- 8년간의 망명생활을 마치고 파키스탄으로 귀향한 베나지르 부토 전 총리가 폭탄테러를 당했다.

## 2007년10월 18일
- 국제전기통신연합(ITU)은 제네바 국제회의센터에서 진행된 전파총회 본회의에서 대한민국에서 개발한 와이브로 기술을 3G 국제표준으로 승인하였다.
- 프랑스의 니콜라 사르코지 대통령이 부인 세실리아와 합의 이혼했다.

## 2007년10월 17일
- 전 세계 축구 A매치 데이였다. 유로 2008 예선, 2010년 FIFA 월드컵 예선 등 수많은 국가에서 축구 경기를 벌였다.
- 정윤재 전 청와대 비서관이 구속됐다.

## 2007년10월 16일
- 민주당의 대선 후보로 이인제 후보가 최종 확정되었다.

## 2007년10월 15일
- 대통합민주신당의 대통령 후보자 경선에서 정동영 후보가 승리하여 2007년 대한민국 대통령 선거 후보로 확정되었다.
- 중화인민공화국 베이징 인민대회당에서 중국공산당 제17차 전국대표대회가 개막되었다.
- 2007년 노벨 경제학상 수상자로 레오니트 후르비치, 에릭 매스킨, 로저 마이어슨이 선정되어 발표되었다.
- 브라질의 옛 수도인 리우데자네이루에 위치한 브라질국립박물관에서 아르헨티나 파타고니아 지역에서 발견된 신종 공룡인 푸탈로근코사우루스 두케이가 공개되었다.

## 2007년10월 13일
- 2007년 노벨 평화상 수상자로 앨 고어와 기후 변화에 관한 정부간 패널(IPCC)이 선정되어 발표되었다.
- 전 세계 축구 A매치 데이였다. 유로 2008 예선, 2010년 FIFA 월드컵 예선 등 수많은 국가에서 축구 전쟁을 벌였다.

## 2007년10월 11일
- 변양균 전 청와대 정책실장과 신정아씨가 구속되어 서울 영등포구치소에 수감되었다.
- 2007년 노벨 문학상에 도리스 레싱이 선정되어 발표되었다.
- 노무현 대통령이 서해 북방한계선(NLL)과 관련, "그 선이 처음에는 우리 군대(해군)의 작전 금지선이었다"며 "이것을 오늘에 와서 `영토선'이라고 얘기하는 사람도 있는데 이렇게 되면 국민을 오도하는 것"이라고 말했다.

## 2007년10월 10일
- 대한민국 서울특별시의 프레스센터에서 사형제 폐지국가 선포식이 열렸다.
- 2007년 노벨 화학상 수상자로 게르하르트 에르틀가 선정되어 발표되었다.

## 2007년10월 9일
- 알베르 페르와 페터 그륀베르크가 나노기술과 거대 자기저항(GMR) 발견에 기여한 공로로 2007년 노벨 물리학상 공동 수상자로 선정되어 발표되었다.
- 수단 정부군이 다르푸르의 무하지리야에서 적어도 45명의 민간인을 사살했다고 무장단체 수단해방군(SLA)이 밝혀져 있다.

## 2007년10월 8일
- 마리오 카페키와 올리버 스미시스, 마틴 에번스가 배아줄기세포 연구로 2007년 노벨 생리학·의학상 수상자로 공동 선정됐다.

## 2007년10월 4일
- 대한민국 노무현 대통령과 조선민주주의인민공화국 김정일 국방위원장이 남북공동선언문을 발표했다.
- 대한민국의 현대미디어그룹에서 소속하였던 스카이프레스의 임프린트인 현대이지에듀, 현대엔, 현대앤북, 현대크로스, 오늘을 더하는 지식, 현대북스, 현대앤미디어, 현대라이프를 설립하였다.
- 대한민국의 현대미디어그룹에서 소속하였던 인쇄 기업인 현대인쇄를 설립하였다.
- 대한민국의 한양미디어그룹에서 소속하였던 인쇄 기업인 Hprint를 설립하였다.
- 대한민국의 한양미디어그룹에서 소속하였던 Hpress의 임프린트인 한양이지에듀, 한양엔, 한양앤북, 한양크로스, 오늘을 담는 지식, 한양북스, 한양앤미디어, 한양라이프를 설립하였다.
- 대한민국의 현대미디어그룹에서 소속하였던 3D 애니메이션 제작사인 아틀란비쥬얼을 설립하였다.
- 대한민국의 아남미디어그룹에서 소속한 지프레스의 임프린트인 아남이지에듀, 아남엔, 아남앤북, 아남크로스, 오늘을 더하는 지식, 아남북스, 아남앤미디어, 아남라이프, 도서출판 온컴을 설립하였다.

## 2007년10월 2일
- 노무현 대통령이 제2차 남북 정상 회담을 위해 역사상 처음으로 군사분계선(MDL)을 도보로 넘어 방북하였다.
- 대통합민주신당은 조직동원에 항의하며 경선중단을 요구한 손학규 이해찬 경선후보의 주장을 받아들여 경선을 잠정 중단하기로 결정했다.
- 2007년 미얀마 반정부 시위에 대한 군사정부의 무력 탄압을 제지하기 위해 미얀마를 방문 중인 이브라힘 감바리 유엔 특사가 미얀마 군정 최고지도자 탄 슈웨 장군을 만날 것이라고 유엔이 밝혔다.
- 6자 회담 수석대표인 김계관 조선민주주의인민공화국 외무성 부상이 회담 합의문에 테러 지원국 명단에서 조선민주주의인민공화국을 삭제하는 시한이 명기돼 있다고 밝혔다.

## 2007년10월 1일
- 대법원은 전교조 교사들이 학원 비리 척결을 요구하며 수업을 거부하고 학교에서 시위를 한 것은 학생의 학습권과 학부모의 교육권을 침해한 것이라는 판결을 내렸다.
- 러시아 블라디미르 푸틴 대통령은 통일러시아 8차 당대회에서 "12월 2일 실시되는 러시아 국가두마(하원) 총선에 출마할 계획"이라고 밝혔다.
- 대통합민주신당 경선 선거인단 모집과정에서, 노무현 대통령을 포함하여 다수의 명의를 도용한 사건의 배후자가 정동영 후보를 지지하는 구의원으로 밝혀지면서, 손학규 이해찬 경선후보가 경선중단을 요구했다.
- 파키스탄 노스웨스트프런티어 주 바누 지역에서 자살폭탄 테러로 추정되는 사건이 발생하여 적어도 15명이 숨지고 19명이 부상했다.
- 우크라이나에서 총선이 실시되었다.